# George Kateb
George Kateb (1931) è un filosofo statunitense.
Docente di politica e direttore del programma di filosofia politica presso la Columbia University.
Studioso di Emerson, Nietzsche, Heidegger, Arendt.
Una delle sue opere principali è The Inner Ocean: Individualism And Democratic Culture, che rilegge Emerson, Nietzsche, Heidegger e Walt Whitman in relazione alla bomba atomica e alla prospettiva dell'autodistruzione dell'umanità, all'attivismo politico, alla solitudine, al conformismo.

## Opere
- 1972 - Utopia and its Enemies
- Political Theory: Its Nature and Uses
- 1984 - Hannah Arendt: Politics, Conscience, Evil
- 1992 - The Inner Ocean: Individualism And Democratic Culture
- 1995 - Emerson and Self-Reliance
- 2006 - Patriotism and Other Mistakes